# Le Messager (film, 1971)
Pour les articles homonymes, voir Le Messager.
Pour plus de détails, voir Fiche technique et Distribution.
Le Messager (The Go-Between) est un film britannique réalisé par Joseph Losey, sorti en 1971.
Il s'agit d'une adaptation du roman du même nom de Leslie Poles Hartley écrit en 1953.

## Synopsis
Vers 1900, Léo, un garçon issu d'une famille modeste, est invité par son camarade d'internat à venir passer les vacances d’été dans sa famille de l'aristocratie britannique, dans le Norfolk. Il devient le messager d'abord ravi puis réticent de la ravissante fille aînée de la maison, Marian, fiancée à Hugh Trimingham, un vicomte qui revient de la guerre des Boers, et de son amant, un fermier aisé, Ted Burgess. Le jeune Léo, un peu désœuvré dans ce château, fait la connaissance de Ted Burgess qui le charge de remettre un billet à Marian. Il devient en quelque sorte le « messager du couple » tout en gardant le secret sur cette correspondance amoureuse. Léo est de plus en plus désemparé face à cette situation, face à la découverte d'une passion amoureuse d'autant qu'il estime beaucoup le fiancé de Marian.
D'abord "facteur" volontaire, il finit par être forcé par les amants de jouer ce rôle. Le comportement de Marian, les longues courses de Léo à travers les champs, ses mensonges éveillent les soupçons de la mère de Marian. Elle force Léo à la suivre à la recherche de Marian jusqu'au fond d'une grange où ils découvrent les deux amants. Marian épousera le vicomte, aura un fils de Ted, vivra dans le souvenir heureux de cette passion mais la vie de Léo sera brisée à jamais.

## Fiche technique
Sauf indication contraire, les informations mentionnées dans cette section peuvent être confirmées par la base de données cinématographiques IMDb,  présente dans la section « Liens externes ».
- Titre : Le Messager
- Titre original : The Go-Between
- Réalisation : Joseph Losey
- Scénario : Harold Pinter, d'après le roman de Leslie Poles Hartley
- Musique : Michel Legrand
- Direction artistique : Carmen Dillon
- Photographie : Gerry Fisher
- Montage : Reginald Beck
- Ingénieurs du son : Peter Handford, Hugh Strain[1]
- Production : John Heyman, Denis Johnson, Norman Priggen et Robert Velaise
- Budget : 1 million de dollars
- Pays de production :  Royaume-Uni
- Format : couleurs - 1,85:1 - 35 mm - mono
- Genre : drame, romance
- Durée : 118 minutes
- Dates de sortie : 
  - France : 25 mai 1971 (Festival de Cannes) ; 18 juin 1971 (sortie nationale)
  - États-Unis : 29 juillet 1971
  - Royaume-Uni : 23 septembre 1971 (sortie limitée : Londres) ; 1er octobre 1971 (sortie nationale)
- Affiche : Bill Gold (États-Unis)

## Distribution
Sauf indication contraire, les informations mentionnées dans cette section peuvent être confirmées par la base de données cinématographiques IMDb,  présente dans la section « Liens externes ».
- Dominic Guard : Leo Colston
- Julie Christie (VF : Martine Sarcey) : Marian Maudsley, future lady Trimingham
- Alan Bates (VF : Serge Sauvion) : Ted Burgess
- Edward Fox (VF : Gabriel Cattand) : Hugh Trimingham
- Margaret Leighton (VF : Jacqueline Porel) : Mme Maudsley
- Michael Gough (VF : Jean-Henri Chambois) : M. Maudsley
- Richard Gibson (VF : Bernard Pisani) : Marcus
- Michael Redgrave (VF : Henri Virlogeux) : Leo Colston, âgé
- Simon Hume-Kendall : Denys
- Roger Lloyd-Pack : Charles
- Amaryllis Garnet : Kate
- Joshua Losey (non crédité) : le garçon au village

## Traitement de l'espace et du temps
Le film débute par la voix-off de Léo, alors âgé, disant : 

« Le passé est un pays étranger ... Ils font les choses autrement, là-bas. »

Les éléments du cadre spatial, que celui-ci soit naturel ou bâti, sont porteurs de symbolique telle que :
- l'escalier intérieur du château-manoir et l'escalier extérieur : les situations dans l'échelle sociale ;
- la Belladone, plante toxique : les dangers de la manipulation dont est victime Leo ;
- le bureau du maître de maison, également fumoir : l'exclusion de la femme et l'exclusion des étrangers à la caste ;
- le lac : le nivellement momentané des différences de classes mais la séparation par sexe/genre et le cloisonnement des jeunes femmes[4] par leur vêtements ;
- le terrain de cricket : la maîtrise par les dominants d'un espace ouvert où le fermier est défié ; l'admission temporaire au sein du groupe social supérieur.

Ce soin apporté par Losey aux décors et objets filmés se retrouve dans d'autres films du cinéaste tel Monsieur Klein.

## Autour du film
L'un des thèmes musicaux du film, composé par Michel Legrand, a ensuite servi de générique à l'émission télévisée Faites entrer l'accusé sur France 2 et de thème pour le film de Todd Haynes, May December.

## Remake
Un téléfilm anglais réalisé par Pete Travis est sorti en 2015 : The Go-Between (inédit en France).

## Distinctions
Sauf indication contraire, les informations mentionnées dans cette section peuvent être confirmées par la base de données cinématographiques IMDb,  présente dans la section « Liens externes ».

### Récompenses
- Festival de Cannes 1971 : Palme d'or
- BAFTA Awards 1972 :
  - Meilleur scénario pour Harold Pinter
  - Meilleur acteur dans un rôle secondaire pour Edward Fox
  - Meilleure actrice dans un rôle secondaire pour Margaret Leighton
  - Meilleur nouveau venu dans un rôle principal pour Dominic Guard

### Nominations
- BAFTA Awards 1972 :
  - Meilleur film
  - Meilleur réalisateur pour Joseph Losey
  - Meilleure actrice pour Julie Christie
  - Meilleur acteur dans un rôle secondaire pour Michael Gough
  - Meilleure direction artistique pour Carmen Dillon
  - Meilleurs costumes pour John Furniss
  - Meilleure photographie pour Gerry Fisher
  - Meilleur son pour Garth Craven, Peter Handford et Hugh Strain
- Oscars 1972 : meilleure actrice dans un second rôle pour Margaret Leighton
- Golden Globes 1972 : meilleur film étranger en langue anglaise